# Vườn quốc gia Wasur
Vườn quốc gia Wasur là một vườn quốc gia nằm ở tỉnh Papua của Indonesia. Nó là một vùng đất ngập nước bị xáo trộn bởi hoạt động con người, nhưng với sự đa dạng sinh học cao khiến nó được mệnh danh là "Serengeti của Papua". Vùng đất ngập nước rộng lớn, đặc biệt là hồ Rawa Biru thu hút một hệ động vật rất phong phú.

## Lịch sử
Nó bắt đầu được hình thành như một khu bảo tồn động vật hoang dã vào năm 1978 với diện tích 2.100 km². Sau khi mở rộng lên thành 4.138 km², nó đã được tuyên bố là một vườn quốc gia vào năm 1990. Năm 2006, Wasur cũng đã được công nhận là vùng đất ngập nước có tầm quan trọng quốc tế theo Công ước Ramsar. Nó có ranh giới tiếp giáp với khu bảo tồn động vật hoang dã Tonda, một khu vực Ramsar khác của nước láng giềng Papua New Guinea. Vườn quốc gia Wasur là địa điểm của dự án bảo tồn và phát triển của Tổ chức Quốc tế về Bảo tồn Thiên nhiên (WWF) từ năm 1991. Năm 1995, WWF đã khởi xướng chương trình Đất ngập nước xuyên ba quốc gia bao gồm vườn quốc gia Wasur, khu bảo tồn động vật hoang dã Tonda và vườn quốc gia Kakadu của Úc dẫn đến việc hình thành biên bản ghi nhớ giữa ba cơ quan bảo tồn của chính phủ vào năm 2002.

## Động thực vật
Khoảng 70% tổng diện tích của vườn quốc gia này là xavan trong khi thảm thực vật còn lại bao gồm rừng đầm lầy, rừng gió mùa, rừng ven biển, rừng tre nứa, đồng cỏ và những dải rộng lớn của rừng đầm lầy cao lương (sago). Các loài thực vật chiếm ưu thế bao gồm rừng ngập mặn, các loài thuộc họ chiêu liêu và tràm.
Vườn quốc gia này cung cấp môi trường sống cho 358 loài chim, trong đó có khoảng 80 loài đặc hữu của đảo New Guinea. Tính đa dạng của các loài cá cũng cao với khoảng 111 loài được tìm thấy trong vùng sinh thái của nó, một số lượng lớn trong số này được tìm thấy từ Wasur. Đất ngập nước của vườn quốc gia cũng cung cấp môi trường sống cho nhiều loài tôm hùm và cua.
Các loài động vật phổ biến gồm chuột túi cát, vẹt Pesquet, đà điểu đầu mào phương nam, bồ câu đầu mào phương tây, chim thiên đường lớn, chim thiên đường vua, chim thiên đường đỏ, Cá sấu New Guinea và cá sấu nước mặn.
Vườn quốc gia Wasur là nơi sinh sống của một số loài quý hiếm và đặc hữu. Các loài bị đe dọa có mặt tại đây gồm bồ câu mào Scheepmaker, đại bàng New Guinea, chuột túi sẫm, hạc cổ đen, choắt mỏ cong nhỏ. Việc đưa nai Sunda đến Papua bởi người Hà Lan tại Merauke vào năm 1928, đã dẫn đến sự lan rộng của loài này ra hầu hết các vùng đất ven biển phía nam của hòn đảo. Theo các cộng đồng bản địa sống trong vườn quốc gia, điều này đã dẫn đến những thay đổi lớn đối với hệ sinh thái bản địa bao gồm giảm các loài cỏ đầm lầy dẫn đến một số loài như bồ nông Úc và ngỗng bồ các ngừng làm tổ, giảm các loài sậy Phragmites và tràm mở rộng trên các trảng cỏ trống trải.

## Con người
Có bốn nhóm người bản địa sống trong vườn quốc gia thuộc các bộ lạc Kanume, Marind, Marori và Yei, sống dựa vào khu vực này để tìm kiếm thức ăn và nhu cầu hàng ngày khác của họ. Tổng dân số ước tính là 2.500 người sinh sống trong 14 làng. Tên của vườn quốc gia Wasur có nguồn gốc từ tiếng Marori, trong đó Waisol có nghĩa là "khu vườn". Những cộng đồng dân cư địa phương tại đây săn bắt cá, hươu, chuột túi, thu hoạch cao lương, khoai lang. Nhiều khía cạnh văn hóa của họ đang dần biến mất mặc dù một số yếu tố như lễ hội, khiêu vũ, dệt vải và nấu ăn truyền thống vẫn còn. Có rất nhiều địa điểm có ý nghĩa tâm linh bao gồm các địa điểm linh thiêng. Phần phía nam của vườn quốc gia có nhiều khu vực gò nông nghiệp cổ đại có tầm quan trọng về khảo cổ học.